# Lin Yu Ya
Lin Yu Ya (chinesisch 林有雅, * um 1950) ist eine chinesische Badmintonspielerin. 

## Karriere
Lin Yu Ya gewann bei den Asienspielen 1974 Silber im Damendoppel mit Qiu Yufang. Mit dem Damenteam gewann sie bei derselben Veranstaltung Mannschaftsgold, wobei man im Finale den späteren Dauerrivalen Indonesien bezwingen konnte.